# Попович Роланд Стефанович
Роланд Стефа́нович Попо́вич  (22 липня 1994, м. Берегове, Закарпатська область, Україна — 14 червня 2014, с. Макарове, Станично-Луганський район, Луганська область, Україна) — солдат військової служби за контрактом Збройних сил України, учасник російсько-української війни.

## Життєпис
Роланд Попович народився у місті Берегове на Закарпатті. Батьки працювали на місцевому ринку, Роланд був у них єдиним сином. 2012 року закінчив 9 класів берегівської загальноосвітньої школи № 1, продовжив навчання у міській середній школі № 10.
Навесні 2013 року був призваний на строкову військову службу, коли підійшов час демобілізації, вирішив залишитися в армії на контракті.
З весни 2014 року у складі батальйонної тактичної групи виконував завдання на території проведення антитерористичної операції на Сході України, в районі міста Луганська.
Солдат, гранатометник 15-го окремого гірсько-піхотного батальйону 128-ї окремої гірсько-піхотної бригади, в/ч А1778, м. Ужгород.
14 червня 2014 року солдат Попович ніс бойове чергування на блокпосту поблизу села Макарове Станично-Луганського району. Під час виконання завдання на блокпосту зупинив автомобіль з метою перевірки. Невідомою особою з автомобіля було здійснено постріли, внаслідок чого військовослужбовець загинув.
16 червня Берегове попрощалось з 19-річним воїном. Похований на міському кладовищі. Роланд Попович став першим закарпатцем, який загинув, захищаючи Батьківщину від російської збройної агресії.
Вдома у Роланда залишились батьки.

## Нагороди та вшанування
26 липня 2014 року — за особисту мужність і героїзм, виявлені у захисті державного суверенітету та територіальної цілісності України, відзначений — нагороджений орденом «За мужність» III ступеня (посмертно).
29 травня 2015 року на будівлі ЗОШ № 1 в місті Береговому урочисто відкрили меморіальну дошку колишньому учню Роланду Поповичу.